# Pommerania (Schiff, 1873)
Die Pommerania war ein Schiff der Hammonia-Klasse und fuhr für die Hamburg-Amerika-Linie.
Am 26. Juli 1873 lief die bei Caird & Company in Greenock gebaute Pommerania vom Stapel, um am 3. Dezember 1873 ihre Jungfernfahrt anzutreten. Das Schiff bot Platz für 100 Personen in der ersten, 70 Personen in der zweiten und 600 Personen in der dritten Klasse.
Am 23. Oktober 1878 brach es zu seiner letzten Reise von Hamburg nach New York auf und am 14. November begann die Rückreise. Auf der Etappe von Plymouth nach Cherbourg waren 109 Passagiere und 111 Crewmitglieder an Bord. In der Nacht vom 25. auf den 26. November 1878 kollidierte die Pommerania bei voller Fahrt mit dem Segelschiff Moel Eilian in der Nähe von Folkestone. Die Moel Eilian, der später die Schuld an dem Zusammenstoß zugewiesen wurde, traf die Pommerania etwa mittschiffs auf der Steuerbordseite, wurde dabei selbst schwer beschädigt, gelangte jedoch noch nach Dover.
Auf die Notsignale der Pommerania, die noch etwa 20 Minuten schwimmfähig blieb, reagierte die Besatzung der Glengarry, die einen Teil der Schiffbrüchigen rettete und dafür später eine symbolische Belohnung von 150 Pfund erhielt.
Das Unglück forderte etwa 50 Todesopfer. Vier der Rettungsboote der Pommerania wurden bei der Kollision zerstört, die anderen zu Wasser gelassen. Allerdings ertrank wohl ein Teil der Passagiere bei dem Versuch, noch Wertsachen aus den Kabinen zu retten, in dem dann plötzlich sinkenden Schiff. Auch Kapitän H. F. Schwensen, dessen 126. Reise als Kapitän die Unglücksfahrt war, wurde in die Tiefe gezogen, gelangte jedoch wieder an die Wasseroberfläche und wurde schließlich von der City of Amsterdam aufgenommen und nach Maassluis gebracht.
Das Wrack der Pommerania ist heute Ziel von Hobbytauchern und gilt als besonders attraktiv. Die Pommerania liegt in etwa 25 Metern Tiefe vor der Küste von Kent auf Position 51° 1′ 39,5″ N, 1° 19′ 7,3″ O.